# Montaña Blanca (Teneriffa)
Die Montaña Blanca („weißer Berg“) ist ein Berg auf der Kanareninsel Teneriffa. Ihr flacher Gipfel an der Ostflanke des Pico del Teide überragt mit 2748 m Höhe die Randberge des Kessels Las Cañadas. Damit ist die Montaña Blanca nach dem Pico del Teide (3715 m) und dem Pico Viejo (3135 m) der dritthöchste Gipfel Teneriffas.

## Entstehung
Die Montaña Blanca ist ein Flankenvulkan des Pico del Teide, dessen Name auf die beige Farbe des hellen Bimssteins an seiner Oberfläche zurückzuführen ist. Er entstand durch vulkanische Vorgänge, die sich um das Jahr 50 v. Chr. in drei Phasen abspielten. Zunächst trat phonolithische Lava mit einem Volumen von etwa 0.022 km³ aus einem von Westnordwest nach Ostsüdost verlaufenden Eruptionsspaltensystem an der Ostflanke des Pico del Teide aus. Anschließend ging der Ausbruch in eine explosive, subplinianische Phase der Stärke 4 auf dem Vulkanexplosivitätsindex über. Innerhalb von 7 bis 11 Stunden gingen phonolithischer Bimsstein und Asche (ca. 0,25 km³ DRE) aus einer 15 km hohen Eruptionssäule in Richtung Nordosten nieder und bedeckten eine Fläche von mindestens 40 km². In einer dritten Phase traten etwa 0,025 km³ Lava aus, und es bildete sich der heutige Lavadom. Die subplinianische Eruption der Montaña Blanca ist der einzige bekannte explosive Ausbruch im Vulkankomplex aus Pico del Teide und Pico Viejo.

## Besteigung
Die Montaña Blanca ist ein hervorragender Aussichtsberg. Über einen Abzweig vom Wanderweg Sendero Nr. 7 (vom Parkplatz an der TF-21 unterhalb der Montaña Blanca zum Gipfel des Teide) ist er problemlos zu besteigen. Die Tour kann auch am Besucherzentrum El Portillo beginnen und führt dann entweder über die Wege Nr. 1 und Nr. 6 oder Nr. 1 und Nr. 22 auf den Sendero Nr. 7. Dieser verläuft an der Montaña Blanca durch ein Bimssteinfeld, auf dem sich zahlreiche schwarze Lavakugeln – die Huevos del Teide (Teide-Eier) – befinden.

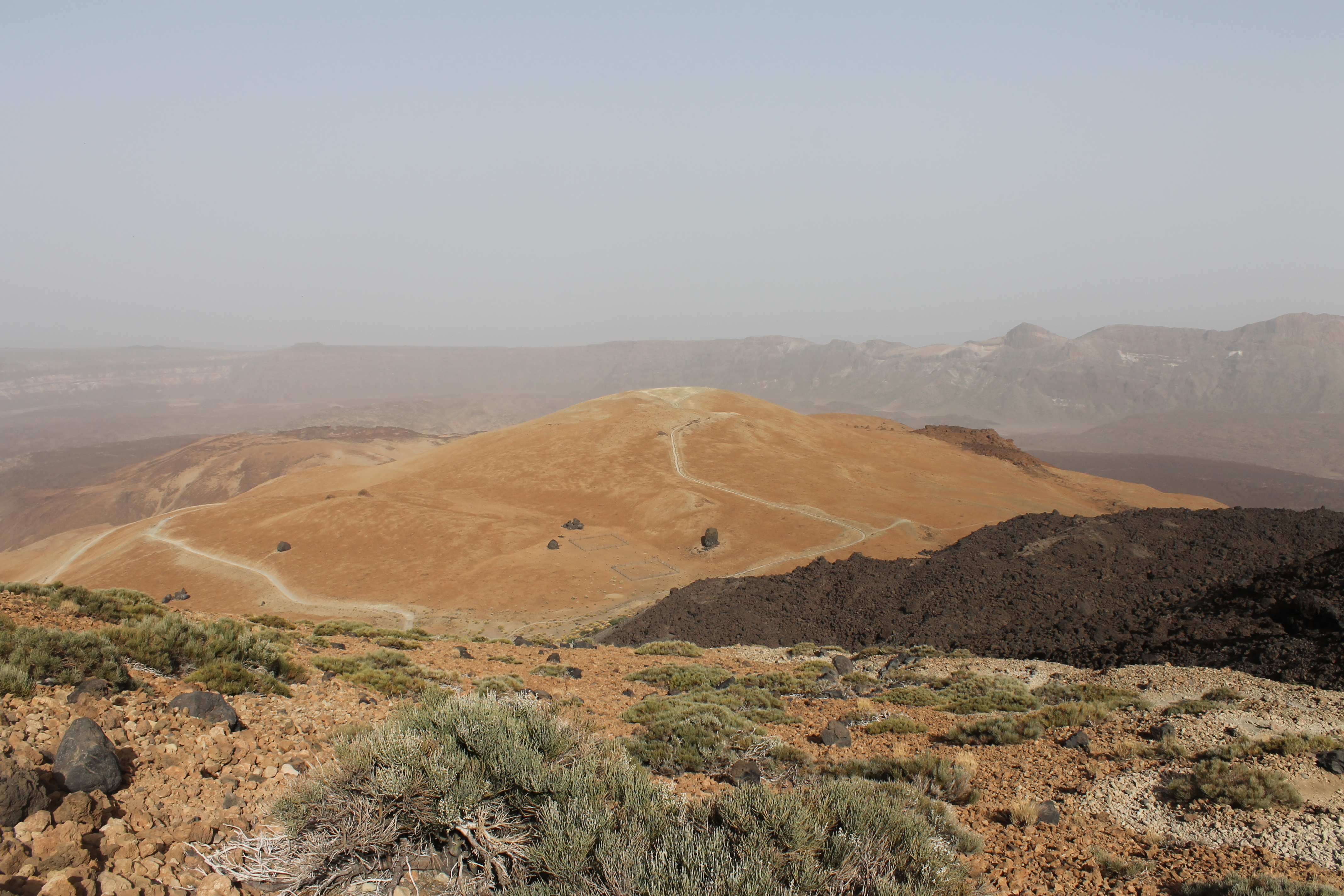
Blick vom Hang des Teide auf die Montaña Blanca
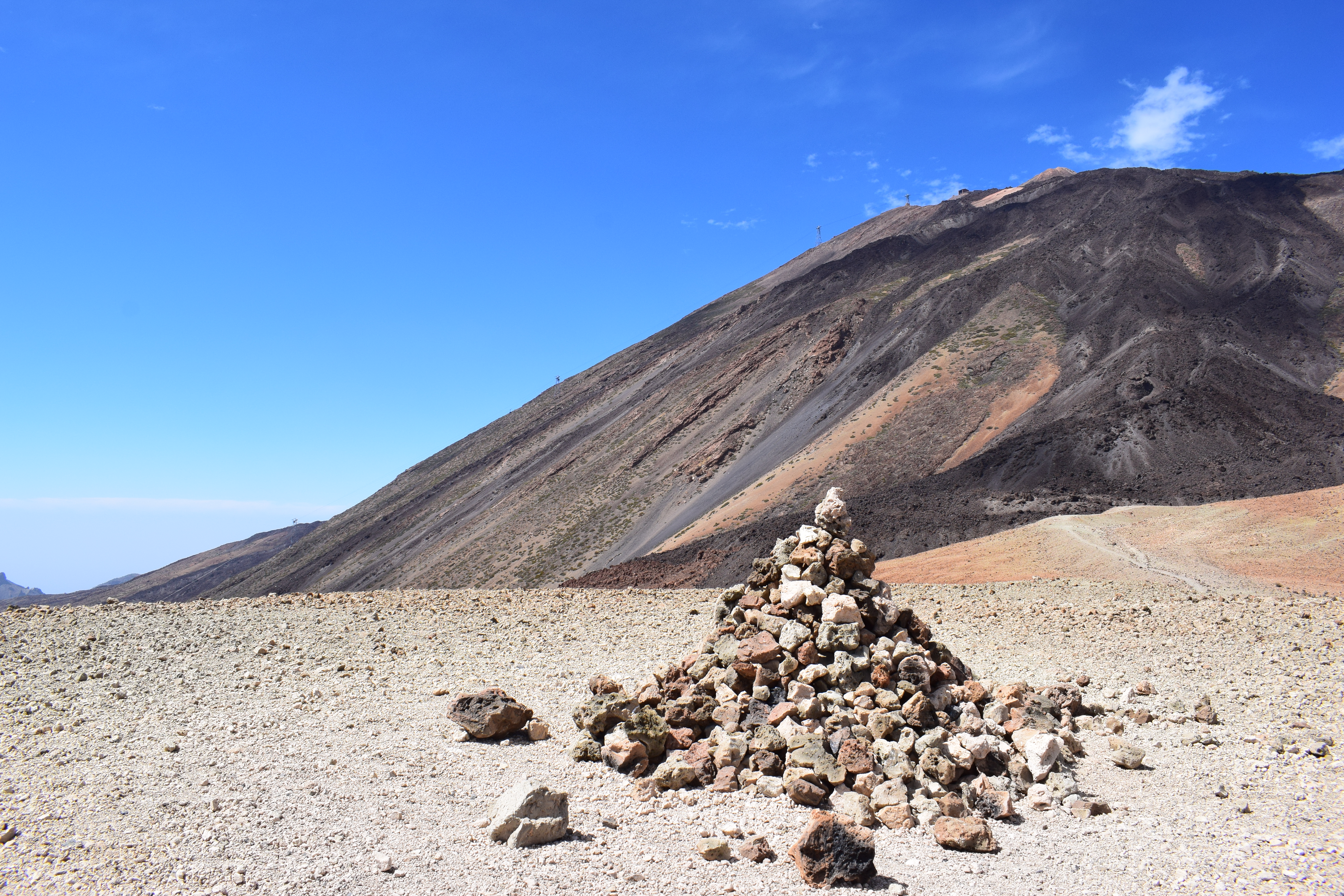
Steinpyramide auf dem Gipfel der Montaña Blanca
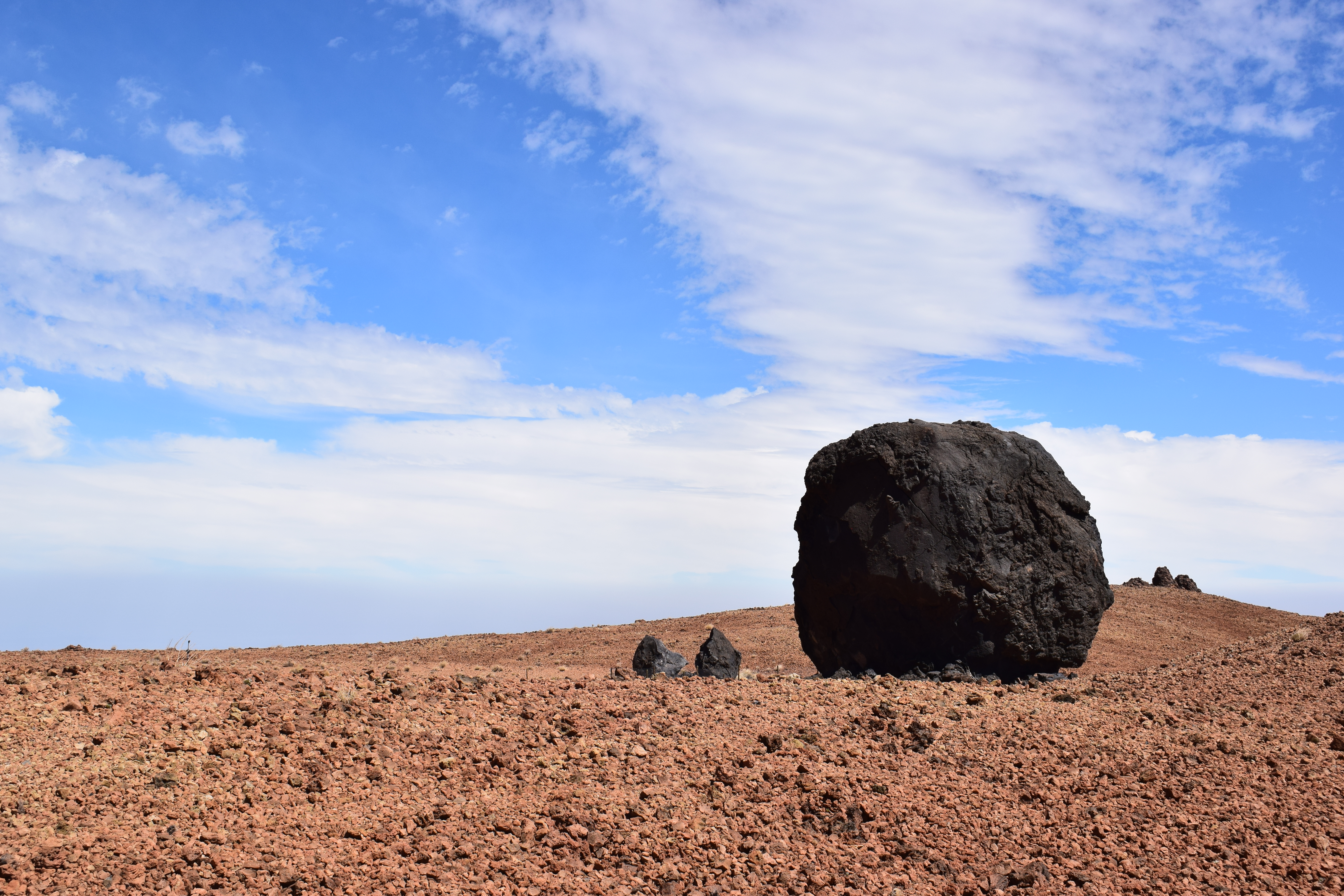
Einzelnes Teide-Ei
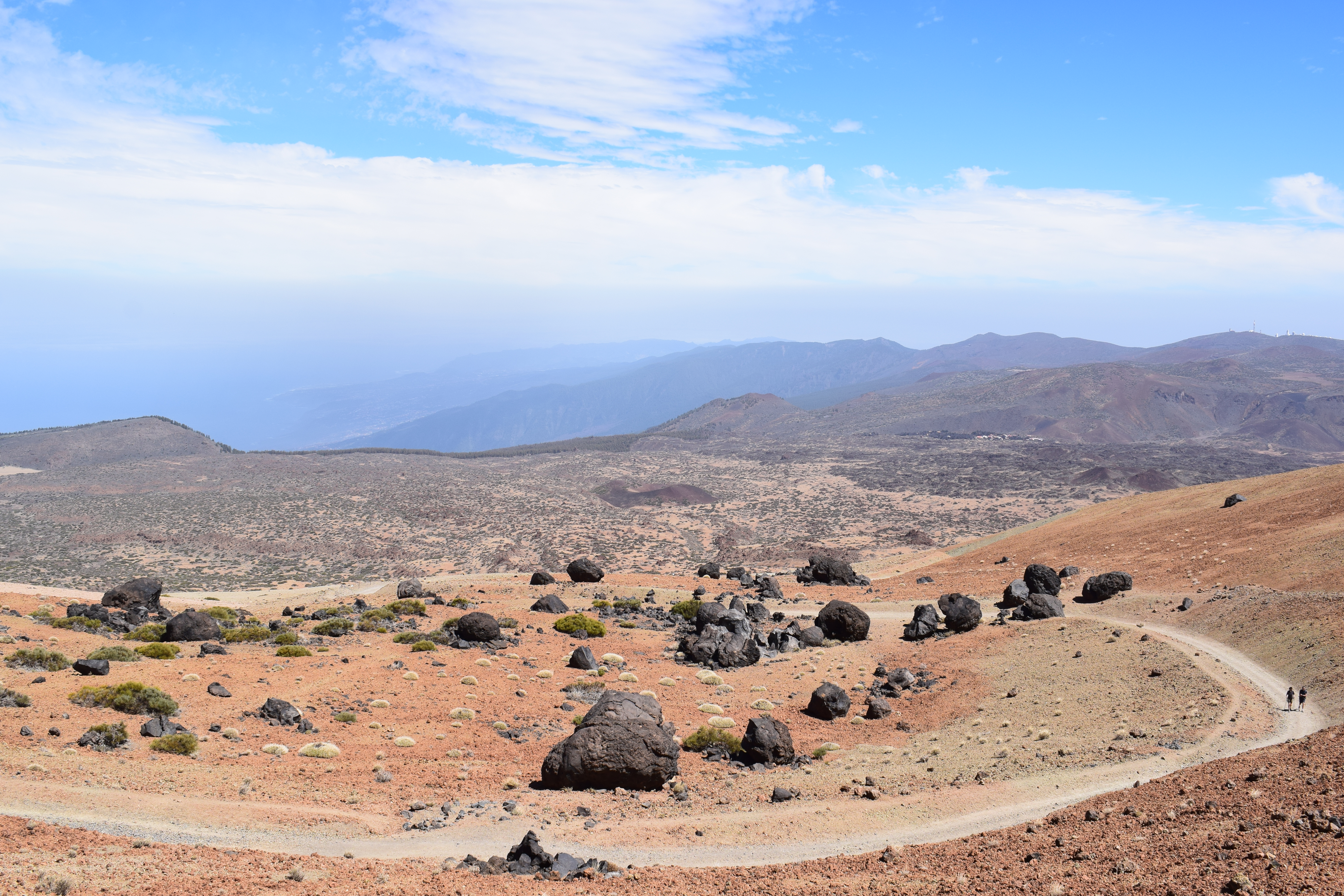
Gruppe von Teide-Eiern